# Ängsvik
Ängsvik är en tätort i Värmdö kommun. I byn ligger Värmdö kyrka, även kallat "skärgårdens katedral" och den enda medeltida stenkyrkan i Stockholms skärgård.  
I byn ligger även kollektivhuset Ängsviksgården som grundades på 1980-talet i ett hus som ursprungligen byggdes som fattigstuga och ålderdomshem i början av 1900-talet. 

## Befolkningsutveckling
| Befolkningsutvecklingen i Ängsvik 1990–2020 | Befolkningsutvecklingen i Ängsvik 1990–2020 | Befolkningsutvecklingen i Ängsvik 1990–2020 | Befolkningsutvecklingen i Ängsvik 1990–2020 | Befolkningsutvecklingen i Ängsvik 1990–2020 |
| ------------------------------------------- | ------------------------------------------- | ------------------------------------------- | ------------------------------------------- | ------------------------------------------- |
|                                             |                                             |                                             |                                             |                                             |
| År                                          |                                             |                                             | Folkmängd                                   | Areal (ha)                                  |
| 1990                                        | 1990                                        |                                             | 222                                         | 15                                          |
| 1995                                        | 1995                                        |                                             | 427                                         | 15                                          |
| 2000                                        | 2000                                        |                                             | 430                                         | 19                                          |
| 2005                                        | 2005                                        |                                             | 410                                         | 19                                          |
| 2010                                        | 2010                                        |                                             | 403                                         | 19                                          |
| 2015                                        | 2015                                        |                                             | 447                                         | 74                                          |
| 2020                                        | 2020                                        |                                             | 441                                         | 78                                          |
| Anm.: Ny tätort 1990                        |                                             |                                             |                                             |                                             |